# いでじゅう!

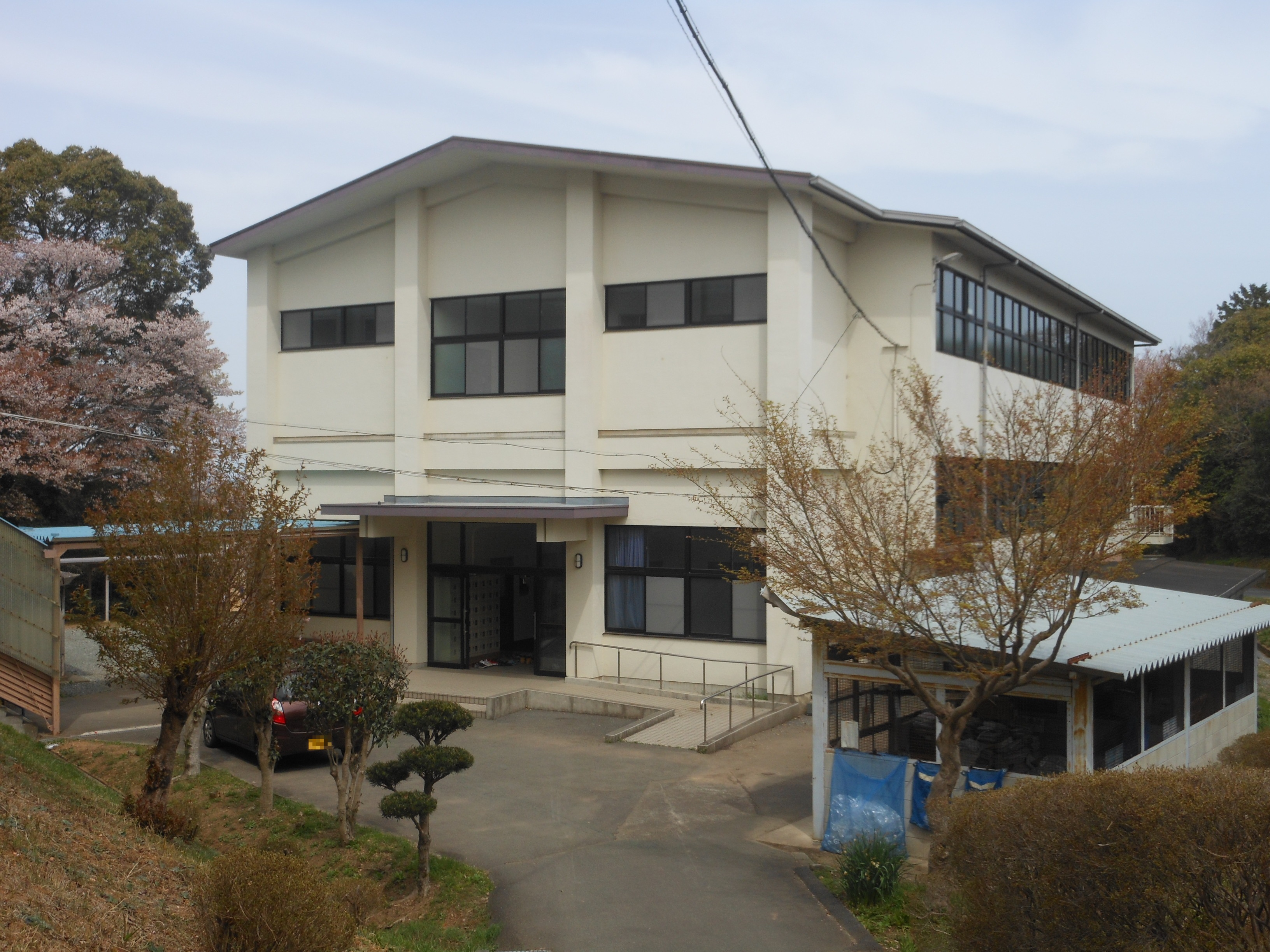
伊手高校柔道場のモデルとなった伊勢高校柔道場

『いでじゅう!』は、モリタイシにより2002年より2005年まで週刊少年サンデーに連載されていた漫画。
単行本は全13巻。
『県立伊手高柔道部物語・いでじゅう!』が正式名称だが、一般的には「いでじゅう!」として親しまれている。
主人公とその仲間が猛練習を積み、幾多の実戦を乗り越えて日本一を目指すと言ったありふれた柔道漫画ではなく、主人公たちの何気ない日常を主として描いた「ほのぼのラブギャグ漫画」というのが、作者の信条であり、主人公が1年生ながら柔道部部長に就任してから3年生になって部を引退するまでの日常が描かれている。
舞台となっている伊手高校のモデルは作者自身の母校・三重県立伊勢高等学校であり、高校名もそのもじりであり、同校の校舎や運動場などが作中に描かれている。

## あらすじ
県下随一の進学校・伊手高校の柔道部はかつて名高い名門であったが、この数年ですっかり廃れてしまい、林田亀太郎たちが入部する頃には2年生部員がいない状況で、廃部目前であった。引退する3年生から主将に指名された林田は部の再建に努めるが、全員1年生の部員は初心者だけで、早々に4人が辞めてしまう。残された部員たちはスケベ男・皮村、謎多きちょんまげ男・藤原、暴走怪物男・三浦、変態貴公子・東など、問題児ばかり。そこに林田の憧れの人・森桃里とその友人・綾川苺が入部し、さらに新入生も入部する。

## 登場人物
登場人物のほとんどは実在の人物をモデルとしている。作中に登場する教師は、作者のモリタイシにとって印象深かった伊勢高校の教師であるという。

### 柔道部員

#### 1年→2年→3年
林田 亀太郎（はやしだ かめたろう）
5月17日生。A型。172cm。58kg。好きなアーティスト：Mr.Children。好きなテレビ番組：Get Sports。
本作の主人公。伊手高校柔道部主将。漫画『柔道バカ一代』から柔道に憧れるようになり、「名門」と聞いて伊手高柔道部に入部した。廃部寸前の柔道部の危機を救おうと一人躍起になるが、周りの部員たちのペースに惑わされ、毎日暴れまくっている。また、何かにつけてはネガティブな妄想に陥りやすく、よく鼻血を出す。皮村曰く「鉄分が足りない」との事。森桃里に片想いしていて、桃里のためには命を投げ出さんとするほどの思いを持つ。長らく桃里に想いを伝えられずにいたが、ライバル・西蓮涼が現れてから決心して2年のクリスマスに告白し、そのときは断られるも後に付き合い始める。父親の髪が薄いせいか髪のことでよく悩んでおり、そのことでよく皮村や藤原に茶化され、よく暴力を振るう。ネガティブ妄想の真っ只中に脱毛、ということも多々ある。脱毛キャラは途中から付け加えられた設定。また、同じ柔道部員の東の欲望の対象となっている。同世代の桃里と皮村以外からは「部長」（「ぶちょー」「ブチョー」という表記もある）と呼ばれている。きゅうり、納豆、ナス、カリフラワー、ブロッコリーなどが食わず嫌いだが、ナスとブロッコリーに関しては一年時の夏合宿の夕食で桃里が料理したカレーの具であったため克服。中学では剣道部で、剣道初段の腕前を持つ。
森 桃里（もり ももり）
11月11日生。O型。165cm。バスト85。好きなアーティスト：エレファントカシマシ。好きなテレビ番組：内村プロデュース。
本作のヒロイン。伊手高校柔道部員。入学以来高校生活に物足りなさを感じていて、あまり友達とも付き合わず孤独な毎日を送っていた。当初は根暗なキャラに設定されており、唯一心を開ける親友が綾川苺だけという状態だった。お笑いが大好きで、小さい頃は部屋で1人で漫才のビデオを鑑賞していた。入学してしばらくは苺に付き合わされて部活を転々としており、例によって苺に付き合わされて柔道部の見学に行く。当初は藤原と三浦のあまりのキャラの濃さに入部をためらうが、その日常風景だけで既にお笑いのレベルである柔道部メンバーの掛け合いに惹かれて入部。柔道部入部後は徐々に明るく何事にも積極的なキャラに転換する。入部当初はマネージャーだったが、2年に進級して後輩の中山朔美が入部すると、その練習相手を務めるために選手に転進する。実家はラーメン屋で、元プロレスラーを父親に持つという異色の肩書きを持つ。父親に鍛えられたため、運動神経は抜群。母親とは、桃里が中学生の時に死別。パンダに目がない。コンタクトかメガネがないとほとんど何も見えないほど視力が悪く、通常はコンタクトを付けている（一時はコンタクトが不慮の事故により壊れてしまい、林田に嫌われていると誤解を招いていた）。胸は入部当初Cカップだったが、1年の夏休みまでにはDカップに成長した。結構モテており、皮村曰く「密かに狙ってる奴多い」が、本人にその自覚はない。恋愛にも興味はない様子だったが、林田の気持ちに感づいてからは意識するような描写がではじめ、2年のバレンタインデーに林田に告白して付き合い始めた。藤原からは「モリモリ｣と呼ばれている。好きな食べ物は桃。林田にASIAN KUNG-FU GENERATIONとレミオロメンを薦めていたこともあった。
皮村 薫（かわむら かおる）
5月23日生。A型。168cm。57kg。好きなアーティスト：メロン記念日。好きなテレビ番組：イタリア語会話（吉岡美穂目当てで見ている模様）。
伊手高校柔道部員。スケベキャラとして登場。女子へのスカートめくり、胸を触ったり盗撮未遂など、現実では犯罪とされる行為までを行っており、報いとしてたびたび林田の鉄拳制裁を喰らう。一方では林田の純愛をサポートし、林田の恋を成就させるためにあれこれいい雰囲気を作ろうと四苦八苦するなど、人情味溢れるキャラである。また、中山朔美の林田への感情を知って、いろいろ気を回す。よく性格（人格）が変わる柔道部員の中で、一人安定している。途中、同期生・佐藤ちえの好意を受けるという絶好の恋愛成就の機会を得るも、そのチャンスを2度も逃した、自業自得ながらも不遇のキャラである。柔道部には、3年の井上先輩の姉の色仕掛けで入部する。同時に入部した面々はすぐに辞めてしまうが、熱心に柔道に励む林田の姿を見て部に残った。容姿悪い両親をもち、その悪いところ取りの顔。弟は両親のよいところ取りで容姿がいい。1年次の生徒会選挙で会長への立候補者が「柔道場の柔道部以外への開放」を公約に掲げていたため対抗馬として出馬し、藤原の催眠術で当選して演説（藤原が考案）やイメージ戦略（藤原がプロデュース）で生徒・教師・PTAの人気を得るが、徐々に地の性格がでてリコールされ、在任期間は12日間だった。将来の夢はテレビ局に就職し、深夜にアイドル番組を作ることであったが、実際は趣味が高じたか、アダルトビデオ業界に入り、『がなり二世』と呼ばれるほどの逸材になったと本編上で語られている。
藤原 虎呂助（ふじわら ころすけ）
8月4日生。AB型。165cm（+チョメジ∞）。95kg（チョメジの使用頻度により変動）。好きなアーティスト：美輪明宏。好きなテレビ番組：開運!なんでも鑑定団。
伊手高校柔道部員。高校生活に不満を感じ、一時は退学も心に決めたが、何事にも一途に取り組む林田の熱血さに惹かれ、柔道部に入部する。女性言葉をよく使う、いわゆるオネエ系キャラ。非常に高度な人格が形成されており、時たま世の中を達観したようなものの言い方をし、部員たちから尊敬の眼差しで見られたりもするが、林田を茶化して暴力を受けたりと、あどけなさも見せたりする。ちょんまげ頭で、髪には別の人格を持つチョメジを飼っている。このチョメジの正体が何者なのかは不明。このチョメジを使って空が飛べたり物をつかめたり、催眠術が使える。普段は太っているが、体力を激しく消耗したり体調が悪いと極度に痩せ、痩せると美形になる。ただし痩せる瞬間は誰も目にする事が出来ない。東と綾川苺とチョメジからは「コロスケ」と呼ばれている。成績はかなり良いらしく、作中でも「本気を出せばいつでも一位が取れる」と述べている。好きな食べ物は「カツサンド」。苦手な食べ物は鶏肉。腐ったフライドチキンを食べて（綾川苺が三浦のおやつとして持ってきたのだが、忘れていて一週間ほど置きっぱなしだったのをつまみ食いした）以降、傷んでいないチキンカツサンドを食べたとしても蕁麻疹が出て気絶するようになった。ちょんまげを武器として使うと非常に強く、不良からも「ちょんまげ番長」と恐れられている。東京が親族の実家であり、夏休みなどは東京までバイトをしに行っている。柔道部員の家族やプライベートは作中でも頻繁に描かれているが藤原のみ家も親兄弟の描写もなく最後まで謎のままだった。
三浦 単一（みうら たんいち）
3月1日生。O型。?cm。?kg。好きなアーティスト：モーニング娘。（メンバーはいまいちよく分かっていないが、とりあえず見てて楽しいらしい）。好きなテレビ番組：どうぶつ奇想天外!。
伊手高校柔道部員。人間離れした体格を持つ。頭部だけで通常の人間の2倍以上あるのではないかと思われるが、脳みその大きさはそれほど通常の人間と変わらないようである。手は指が見られず、ほぼグーの状態。非常に無口であり言葉は全部カタカナで、フキダシ外。普段は優しいが、寝起きは機嫌が悪く、睡眠を妨害すると暴れまくり、多大な損害をもたらす。部員では唯一綾川苺によって安全に起こされていたが、新入生・中山朔美によっても安全に起きたりした。綾川苺に気に入られ、毎日頭に乗られて歩いている。自分のペースでゆっくりと生きている。綾川苺と藤原からは「ミウミウ」と呼ばれており、他の部員たちからは「ミウラさん」と、同期生からもさんづけで呼ばれている。二番目のトサカを引っ張って、眉毛をなでると関西弁になるという隠しコマンドがあり、そのときはかなりの饒舌（しかしフキダシ外）。
東 菊千代（あずま きくちよ）
7月7日生。AB型。181cm。62kg。好きなアーティスト：スピッツ。好きなテレビ番組：学校へ行こう!
伊手高校柔道部員。かなりの美男子で女子からの人気は高いが、美男子好きのゲイ。特に林田に好意を抱いている。当初は寝技の時だけしか部に顔を出さなかったが、途中からすっかり部の一員として定着した。自身のなかにリビドーを持っており、このリビドーが頂点に達する（"アズMAX"と呼ばれる）と自分でも抑えられない感情が露出し、行動に表れる。｢フォー!｣と叫び、林田を裸にしてどこかへ連れ去っていたが(林田自身は前後の記憶が都合よく消える)、後に林田自身が抵抗したり藤原や皮村や（付き合い始めてからは）桃里が救出するようになった。小さい頃、美人だが性格のきつい姉2人にアイドル養成と称するスパルタ訓練を受け、そのトラウマから男を好むようになったらしい。2年になってからアイドルグループ「Compass」のメンバーになって芸能界デビューし、出番が減った。藤原からは「菊」と呼ばれている。
綾川 苺（あやかわ いちご）
12月15日生。B型。140cm。32kg。好きなアーティスト：YUKI（JUDY AND MARYも好きで、復活して欲しい模様）。好きなテレビ番組：奇跡体験!アンビリバボー
伊手高校柔道部員。実家が大金持ちを絵に描いたようなお嬢様像の持ち主。中学時代はイジメを受け、両親も養子に入った弟を期待しているという一人ぼっちで辛い学校生活を送っていたが、転校生としてクラスメイトになった桃里の協力を得てイジメを跳ね返し、性格も明るくなった。自分を「あたち」と読んだり言葉尻に「～だョ」をつけるなど、ロリータ系。入学当初は複数の部に入ってはすぐに辞めていたが、三浦に惹かれて柔道部一筋になった。毎日三浦の背中に乗って学校生活を過ごしている。進級に伴い、晴れて三浦と一緒のクラスになった。派手な服が好きで、柔道着を着るのが嫌で柔道をせずマネージャー的な存在だったが、後にフリルなどがついた特注の道着を用意して桃里と共に柔道をやるようになった。また、同じく三浦を狙う恋敵・三橋麻彩の刺激を受け、三浦に直接口付けしたため、柔道部の中では一番初めに「恋愛」といえる関係を構築している。桃里からは「ベリ子」（苺＝ストロベリー＝ストロベリ子＝ベリ子）、林田と皮村からは「ベリちゃん」、藤原からは「お嬢」と、様々な呼ばれ名の持ち主であるが、肝心の三浦からは一度も名前を呼んでもらったことがない。
チョメジ
藤原の頭部に生息しているちょんまげ。本名はチョンメイジ（ちょんまげ→Chonmageを無理矢理英語っぽく読んだことから）。髪の毛だが、一概にも言えず正体は不明。連載当初は藤原と同じような言葉を喋っていて藤原の分身扱いで本体（藤原）から離れたら人格が変わるという設定だったが、途中から常に侍言葉になり、別人格として仁義に熱い男として定着した。ちょんまげなので水が苦手（ばらけてしまうから）だが、酒を飲むのは好き。酒に酔って一人歩きした末に記憶喪失になり、失踪騒ぎを起こすも部員に見つけられ、連れ戻された経験を持つ。恋愛とは何か、人生とは何かなど非常に高度なイデオロギーを持っている（ただし、実際に起こっている恋愛自体には非常に鈍感である）。好物は鬢付け油。松田優作がドラマで使っていた探偵服を好み、事あるごとに着こなすようになった。また、藤原が痩せると赤ん坊状態になり、普段の力が発揮できない。桃里の一案でその時の状態は「チョベビ」と呼ばれるようになった。読者に高い人気があり、読者の投票におけるキャラの第1回人気投票で、アンケート用の項目がなかったにもかかわらず藤原を抜いて3位になった。桃里に佐藤浩市に似ていると言及された。

#### 新1年→2年
中山 朔美（なかやま さくみ）
1月8日生。A型。148cm。38kg。好きな俳優：堺雅人さん。
伊手高校柔道部員で林田たちの1年後輩。林田が中学の時の剣道部の後輩だったが、林田を追って柔道部に入部した。林田に密かな恋心を抱いており、友人たちに応援されるも、なかなか勇気を持って本心を打ち明けられないまま、自分は身を引いて林田と森の関係を応援する役に回った。そのキュートで一途な姿が読者の心をくすぐり、人気が高かった。練習に熱心に取り組み、いつもサボってばかりの皮村や藤原までも練習に参加させる手腕を買われ、柔道部の次期部長に指名された。
愚地 よしお（おろち よしお）
9月1日生。B型。158cm。46kg。好きなゲーム：ぷよぷよ。
伊手高校柔道部員で林田たちの1年後輩。おとめ座。あまりにも姓がいかついため、両親が中和しようとひらがなで「よしお」と命名した。『あいのり』風の自己紹介で本人は「オロチ」と呼ばれたがっていたが、全く迫力のない容姿から登場3ページで「よしお」に定着し、部の新入生歓迎会では周りからの「よしお」コールに押されて「よっしー」と自己紹介してしまい、この呼び名に落ち着く。藤原からは「よしお」と呼び捨てされている。目はメガネを外すと3になり、怒ると目は普通になるが口が8になる。恐ろしく非力だが、キレやすい。柔道好き・熱血タイプというところが林田と似ており、お互い気が合う。
春迫 乙蔵（はるさこ いつぞう）
1月29日生。O型。196cm。好きな映画：となりのトトロ。
伊手高校柔道部員で林田たちの1年後輩。1年生の2学期に誘われて入部。非常に恵まれた体格の持ち主で、よく頭を梁にぶつけ、ひたいに大きな傷ができてしまった。中山朔美のいとこにあたる。その風貌から不良と思われて恐がられ、学校に居場所がなかったため、中山朔美が柔道部に連れてきた。ファンシーなものが密かに大好きだが、それを他人にバカにされると暴れまくる。よく物を壊して停学処分を喰らっていたが、後によしおとの凸凹コンビでいい味を出していた。中学時代に野球で全国制覇した経験あり。

#### 新新1年
斎藤 真（さいとう　まこと）
伊手高校柔道部員で林田たちの2年後輩。ごく普通の一般人。柔道経験は高校入学前からあり、すでに黒帯であった。東の発情においては充分ストライク。
山本 のり子（やまもと　のりこ）
伊手高校柔道部員で林田たちの2年後輩。漫画家志望でマネージャー。個性を求め、変わっている人間になることを望んでいる。

#### 柔道部関係者
内藤 不二男（ないとう ふじお）
柔道部顧問。「老師」とよばれるが、柔道の実力は不明。林田いわく年は「70…くらい?」で、物忘れが激しい。
井上 公大（いのうえ こうだい）
林田の二学年先輩で、林田が入部した当時の主将。藤原や皮村にはアンパンマン先輩と呼ばれる。藤原などをたやすく押さえ込むなど、柔道の実力はなかなかのものと思われる。進学後は大学デビューを試みるが、林田たちの評価は「失敗」。

### 部員の家族など
林田 明日香（はやしだ あすか）
林田の妹。林田の二学年年下。ケンジという彼氏がいるが、他の女子に浮気をしていた事が分かり、別れる。後にチンピラにからまれていた所を藤原（美形）に助けられ一目惚れする。藤原にその気がなかったことや林田がケンジを応援したこともあり、ケンジとよりを戻す。林田がCompassメンバーの東や西蓮と面識があると知るとサインをねだるなど、美男子を好む節がある。
林田 亀治（はやしだ かめはる）
林田の父。脱毛に悩む。毎分屁を発する。
森 桃児（もり　ももじ）
桃里の父。桃里が1年の時41歳。元プロレスラー、マスク・ド・ダルマン。妻の死後、桃里のためにプロレスを引退し、ラーメン修行を経て、店を経営。
友寄（ともよせ）
ベリ子のお世話係で、ベリ子たちからは「ミスター」と呼ばれている。伊出高生に変装してベリ子のそばに控えていることもある。

### 伊出高生

#### 林田らの同級生
渡辺 早紀（わたなべ さき）
何度か柔道部に入部を試みるも毎回断念。桃里、ベリ子と修学旅行で同じ班。同級生の木田太郎に想いをはせ、最終回で告白。一話目から登場している。
中村 奈月（なかむら なつき）
一年の時からの林田たちとのクラスメイト。林田と東の絡みを喜んでいたり、授業にはほとんど出席せずに遅刻して登校することが多い独特の雰囲気を持つ女の子。東いわく「他の女の子達と何か違う」。物語の終盤では東との交際を示唆する場面が見られる。
山岸（やまぎし）
一年のとき、桃里と同クラスで、告白するも断られる。
舘 巧（たち たくみ）
東と同様、同性愛者の美少年。1年のときから東にアタックをかけている。
天伯 明夫（てんぱく あきお）
天文部部長。元天文部の桃里を柔道部に奪われたとして柔道部を敵視する。ストーカー気質で自己中心的な性格の持ち主。
吉光 太郎（よしみつ たろう）
実家はコンビニを経営。
三橋 麻彩（みつはし まあや）
芸能界入りを狙っており、「不思議系」を演じている美少女。学校内で目立つために三浦を利用しようと思っていた。三浦を先にとられ、キャラもかぶっているベリ子を敵視している。
出仁色（でにいろ）
風紀委員長。ではあるが、彼自身が誰よりも風紀を無視した髪形をしている。

#### 中山の友人
入学初日に欠席し、どこのグループにも入れていなかった中山朔美をグループに入れてあげた。3人とも同じ中学出身。
山咲 幸子（やまざき さちこ）
女子バレー部員。通称「さっちゃん」。皮村が反応するほどの巨乳。豪快な性格。不器用で料理は苦手。また、うそをつくのが下手。
奥野 有里（おくの ゆり）
文芸部員。メガネをかけており、皮村からはメガネのヒトくらいにしか認知されていない。このグループのまとめ役のような存在で色々な思案は彼女によって出されることが多い。
吉田 みゆき（よしだ みゆき）
合唱部員。色白もち肌の美少女で、話しかけられた男はフェロモンで骨抜きにされる。また、このフェロモンは女にも有効で、敵に回さない。中学時代の家庭教師（7歳か8歳年上の社会人）と中学のときから付き合っている。

#### 伊出高七大巨乳
皮村らがメンバーの「伊出高七大巨乳選定委員会」が「趣味」（皮村・談）で選んでいる。
水沢 あかね（みずさわ あかね）
バスト93、Fカップ。林田と同学年。水泳部。クラブ紹介の時に水泳部に入って、1年間でバストサイズがBカップからFカップに上がったと説明していたが皮村曰く、「入学時ですでにEカップだった」との事。
菊池 梓（きくち あずさ）
バスト95、Fカップ。女子バレー部キャプテン。林田の1学年上。
吉岡まりあ（よしおか まりあ）
バスト95、Gカップ。林田の2学年上。在学中、皮村曰く「卒業後はAV界進出の噂も流れるほどの強者」と記されており、作中AVデビューが決まった模様。

### その他
二宮 健二（にのみや けんじ）
明日香の彼氏。林田を当初は軽視するが、桃里や藤原（ちょんまげ番長）の存在により尊敬するようになる。
鬼藤 勇次（きとう ゆうじ）
体育教師、武道場責任者。外見は完全に角刈りのヤクザ。風紀を乱す生徒に鉄拳制裁も辞さないが、仁義には厚い。
御徒町 章夫（おかちまち のりお）
数学教師。濃い髭の剃り跡が特徴で、授業内容はとても厳しい。美人な妻がいる。
河又 静（かわまた しずか）
古典教師。すごく渋く、ほかのキャラとは影の落ち方が違う。しかし酔うと誰でも見境なくプロポーズしてしまうらしい。林田たちが3年の時の担任。
西蓮 涼（さいれん まこと）
東が所属するアイドルグループ「Compass」のメンバー。伊出高の文化祭に顔を出したときに見つけた桃里を気に入り軽い気持ちで告白するが振られる。

## 主要メンバーのクラス

### 1年
- A組 皮村
- B組 綾川
- C組 林田、吉光、佐藤昇（担任）
- D組 森
- H組 天伯
- I組 藤原、東
- J組 三浦

### 2年
- B組 林田、藤原、東
- F組 綾川、三浦
- G組 三橋
- H組 皮村、森

なお、新1年生は中山がC組、愚地がA組だと柔道部新入部員歓迎会の自己紹介で言っている。

### 3年
- D組 柔道部メンバー全員、河又静（担任）

新1年生と新2年生のクラスは不明。

## 備考
漫画家の荒川弘が第10巻に特別1ページ漫画を寄稿している。出てくるキャラはラーメンを食べに行く荒川自身（牛）と森桃里の父、桃児のみ。ちなみにこの展開はその後の本編で続きとなって描かれた。

## 単行本
- いでじゅう! 1巻 - 2002年12月18日発行 ISBN 4091266312
- いでじゅう! 2巻 - 2003年2月18日発行 ISBN 4091266320
- いでじゅう! 3巻 - 2003年6月18日発行 ISBN 4091266339
- いでじゅう! 4巻 - 2003年8月8日発行 ISBN 4091266347
- いでじゅう! 5巻 - 2003年11月18日発行 ISBN 4091266355
- いでじゅう! 6巻 - 2004年1月17日発行 ISBN 4091266363
- いでじゅう! 7巻 - 2004年4月17日発行 ISBN 4091266371
- いでじゅう! 8巻 - 2004年6月18日発行 ISBN 409126638X
- いでじゅう! 9巻 - 2004年9月17日発行 ISBN 4091266398
- いでじゅう! 10巻 - 2004年11月18日発行 ISBN 4091266401
- いでじゅう! 11巻 - 2005年3月18日発行 ISBN 4091272819
- いでじゅう! 12巻 - 2005年6月16日発行 ISBN 4091272827
- いでじゅう! 13巻 - 2005年9月16日発行 ISBN 4091272835